# Eyeries
Eyeries (en irlandès na hAoraí) és una vila i townland d'Irlanda, al comtat de Cork, a la província de Munster. Es troba en la península de Beara amb vistes a la badia de Coulagh i a la desembocadura del riu Kenmare, al sud-oest. Es troba a la base del turó Maulin (Málainn), que amb 623 m és el pic més alt de la serralada Miskish Slieve i que forma part de la columna vertebral de la península. Eyeries era el lloc per al rodatge de la pel·lícula The Purple Taxi (1977), protagonitzada per Fred Astaire, Peter Ustinov i Charlotte Rampling, i també la sèrie de televisió de 1998 Falling for a Dancer, una dramatització de la vida i l'amor en 1930 a Irlanda basada en la novel·la de Deirdre Purcell.
A la vora hi ha l'Ogham de Ballycrovane, la més gran coneguda, de 5,3 metres d'alt i amb la inscripció 'MAQI DECCEDDAS AVI TURANIAS' que es tradueix com "Mac Deich Uí Turainn" o "fill de Deich descendent de Turainn". No se'n sap res d'adquests dos personatges a la història d'Irlanda.

## Galeria d'imatges

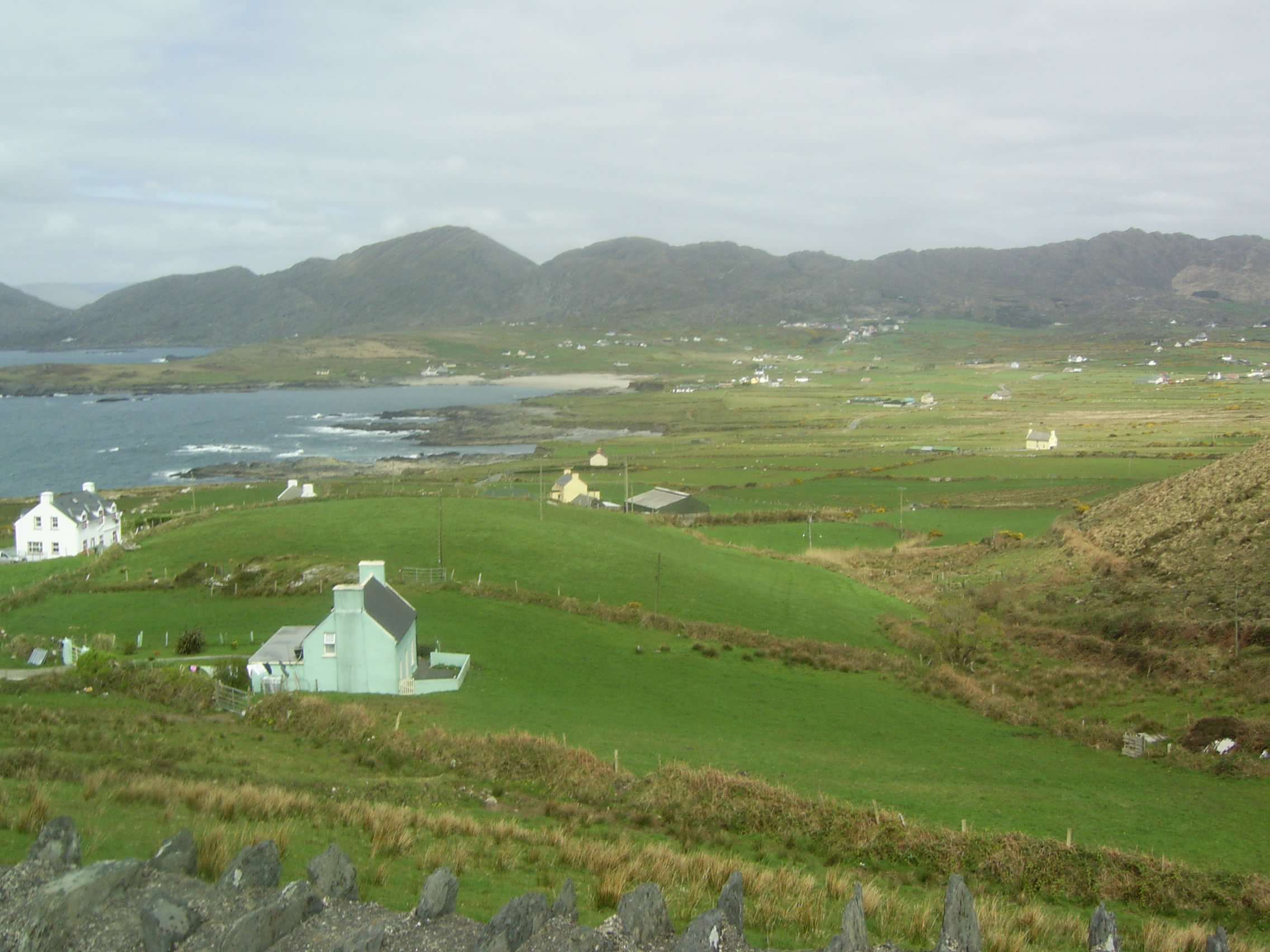
Vista des d'Allihies.
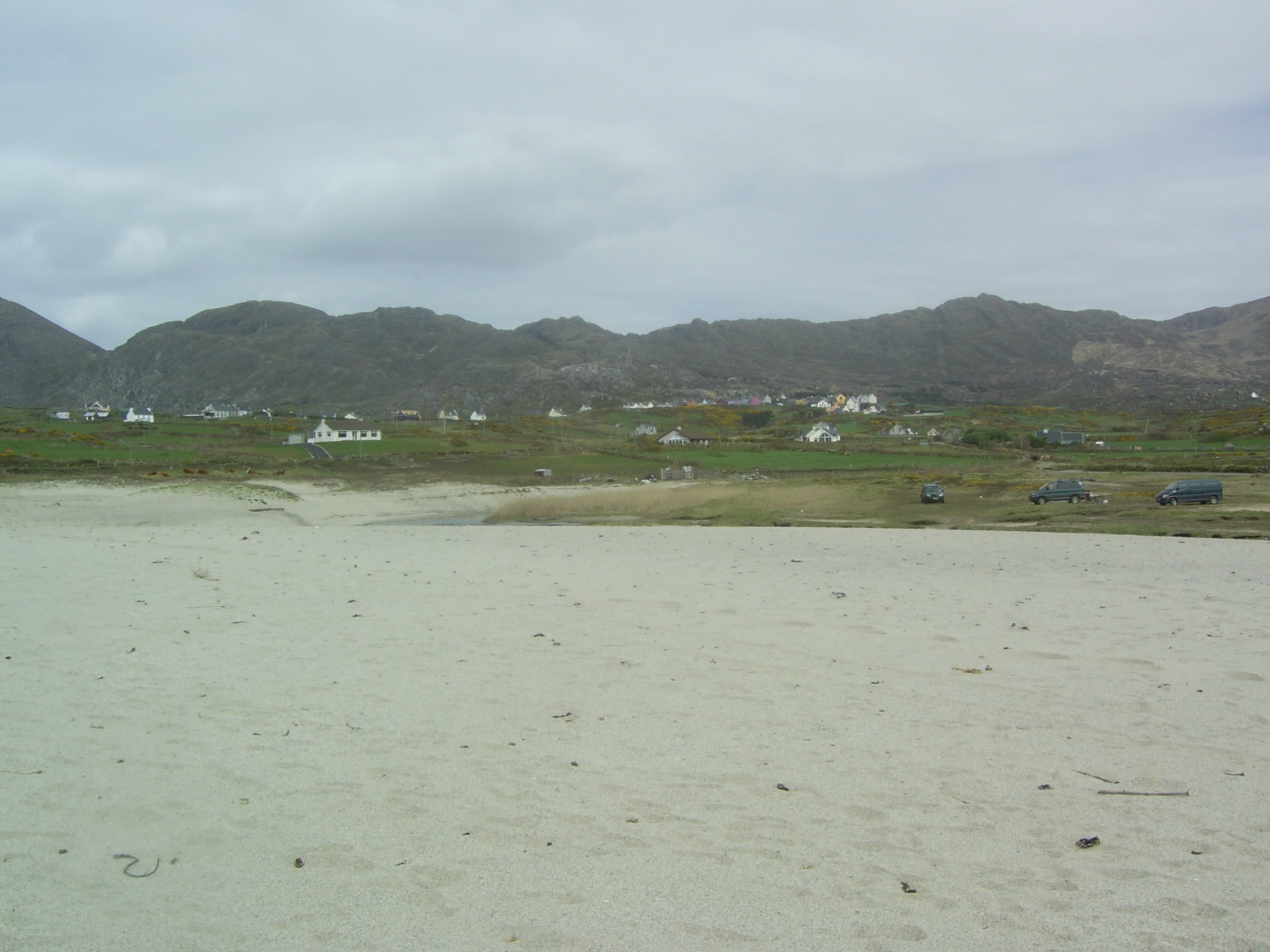
Platja d'Allihies